# Венская конвенция по контролю и клеймению изделий из драгоценных металлов
Венская конвенция по контролю и клеймению изделий из драгоценных металлов (англ. Vienna Convention on the Control of the Fineness and the Hallmarking of Precious Metal Objects, англ. Convention on the Control & Marking of Articles of Precious Metals) — международная конвенция, направленная на упрощение международной торговли изделиями из драгметаллов (в том числе и из нескольких драгметаллов, хотя не все страны-члены принимают их).
Конвенция была подписана в ноябре 1972 года и вступила в силу в 1975 году.

## Суть
Конвенция контролирует лишь качество и клеймение драгметаллов в изделиях, не вдаваясь в вопросы процедур безопасности хранения, влияния на здоровье и т.д.
Стороны Конвенции признают, что изделия из драгметаллов, соответствующие требованиям по пробе и помеченные знаком общего контроля, могут провозиться на их территорию без дополнительного контроля и маркировки.

## Постоянный комитет
Конвенция предусматривает функционирование постоянного комитета, представляющего все страны-члены Конвенции через их представителей от соответствующих министерств (обычно торговли или финансов) и их пробирных лабораторий. Созыв происходит дважды год, один из них обычно происходит в Женеве.

## Страны
Ратификантами являются следующие страны:
- Австрия
- Великобритания
- Венгрия
- Дания
- Израиль
- Ирландия
- Кипр
- Латвия
- Литва
- Нидерланды
- Норвегия
- Польша
- Португалия
- Сербия
- Словакия
- Словения
- Финляндия
- Хорватия
- Чехия
- Швейцария
- Швеция

Наблюдатели:
- Италия
- Украина
- Шри-Ланка